# Štagina
Štagina je potok, ki se v bližini naselja Blanca kot desni pritok izliva v reko Savo. 